# Chico Mendes
Francisco Alves (Chico) Mendes Filho (Xapuri, 15 december 1944 – aldaar, 22 december 1988) was een Braziliaans vakbondsleider en milieuactivist.

## Biografie
Mendes groeide op in Xapuri, gelegen in het regenwoud van de staat Acre, West-Brazilië. Zijn familie bestond uit rubbertappers. Ze kerfden de schors van rubberbomen in en vingen het sap op, dat uit de schors vrijkwam. De arbeidsintensieve rubberproductie leverde maar weinig geld op en men leefde een armoedig bestaan. De situatie verslechterde nog eens met het einde van de Tweede Wereldoorlog. De behoefte aan rubber in Noord-Amerika werd opeens veel kleiner. Maar de grootste economische dreiging kwam vanuit het eigen land. Vanaf 1970 besloot de regering in het regenwoud snelwegen en grote veefokkerijen aan te leggen. Rubbertappers en indianen werden door de gesubsidieerde heerboeren bedreigd. Zij werden genoodzaakt te verhuizen naar de getto’s van grote steden. 
Naast dit menselijk drama voltrok zich ook een ecologische ramp. De gebieden werden in hoog tempo ontbost. De grond die overbleef was niet beschermd tegen de grote hoeveelheden neerslag en erodeerde snel. Chico Mendes was getuige van de komst van de boeren. Gedreven door zijn idealen ging hij de strijd aan tegen hun vaak criminele onteigeningspraktijken en ontbossing. De inheemse bevolking leerde hij voor hun recht op te komen. Hij waarschuwde hen voor de gevolgen van contracten die (onder dwang) getekend werden. Hij organiseerde geweldloos verzet tegen de ontbossing met menselijke schilden. Hij richtte een politieke partij op en werd vakbondsleider van de rubbertappers in Xapurí. Ook religieuze leiders betrok hij bij discussies. In Noord-Amerika nam hij contact op met o.a. de Verenigde Naties en de BID (Bank of Interamerican Development) en wist financiering van projecten te stoppen. 
Onder leiding van Chico Mendes verenigden de Braziliaanse rubbertappers zich. Hij ontving in binnen- en buitenland prijzen, waaronder de prestigieuze ”Global 500” prijs van de Verenigde Naties in 1987. Chico Mendes werd een symbool voor milieuorganisaties en werd uitgenodigd op lezingen en congressen. En zo wist hij steeds meer het probleem van het regenwoud wereldkundig te maken. In 1988 werd zijn droom werkelijkheid. Een grote boerderij werd onteigend en een uitgebreid gebied werd beschermd verklaard. Maar het succes kwam te laat. Onder de landeigenaren was de woede inmiddels hoog opgelaaid. Vanaf 1979 werd Chico Mendes al bedreigd en belaagd, maar nu vreesde hij voor zijn leven. Op 22 december 1988 werd hij uiteindelijk voor zijn huis in Xapurí doodgeschoten. De moord leidde tot een proces waarbij twee landeigenaren werden veroordeeld. Maar hun gevangenisstraf werd in hoger beroep weer ongedaan gemaakt.